# De Rouvroy de Saint-Simon

Znak rodu de Rouvroy de Saint-Simon

Rodina de Rouvroy de Saint-Simon patřila k vysoce postaveným šlechtickým dynastiím v období starého režimu ve Francii.
Mezi její nejznámější členy patří Louis, vévoda de Saint-Simon, autor Pamětí a Henri, hrabě de Saint-Simon, zakladatel saint-simonismu.

## Tituly a panství
Členové rodu získali v průběhu času (nezávisle na sobě) následující tituly a panství.

### Tituly
- vévoda de Saint-Simon
- Markýz de Ruffec, de Sandricourt, des Portes
- Hrabě de La Ferté-Vidame, de Rasse, de Vaugillard, de Vaux-sur-Meullent
- Vidam de Chartres
- Vikomt de Clastres
- Baron de Benais, de Falvy de Fulvy-sur-Somme
- Pair Francie
- Grand

### Panství
- Panství: Amblainville, Arten, Aysié, Beaussart, Charmé, Empuré, Estovilly, Ferté-Arnaud, Flavi-le-Martel, Jambville, Martreüil, Montbléru, Pont-Aven, Saint Simon, Sandricourt, Servinnois, Verriere

## Galerie

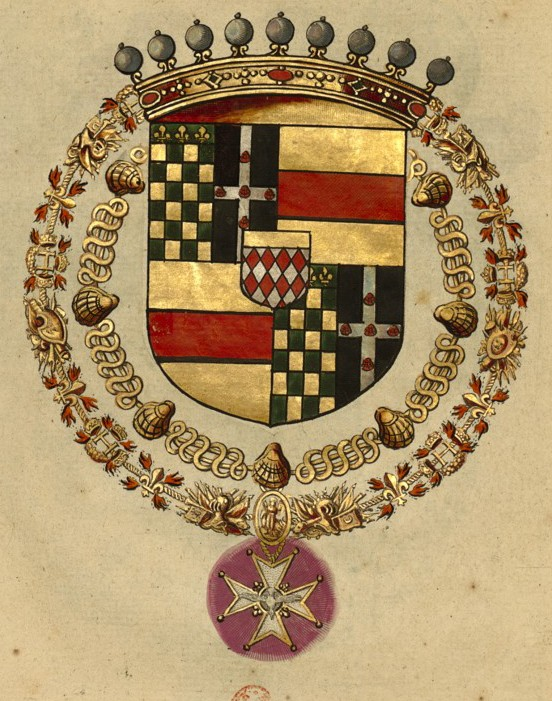
Znak Charlese de Rouvroy de Saint-Simon s insignií Řádu sv. Ducha
Znak Ludvíka, vévody de Saint-Simon (ve schématu znaku španělského granda)
Znak Claude Charlese, de Rouvroy de Saint-Simon (ve schématu pro biskupy)
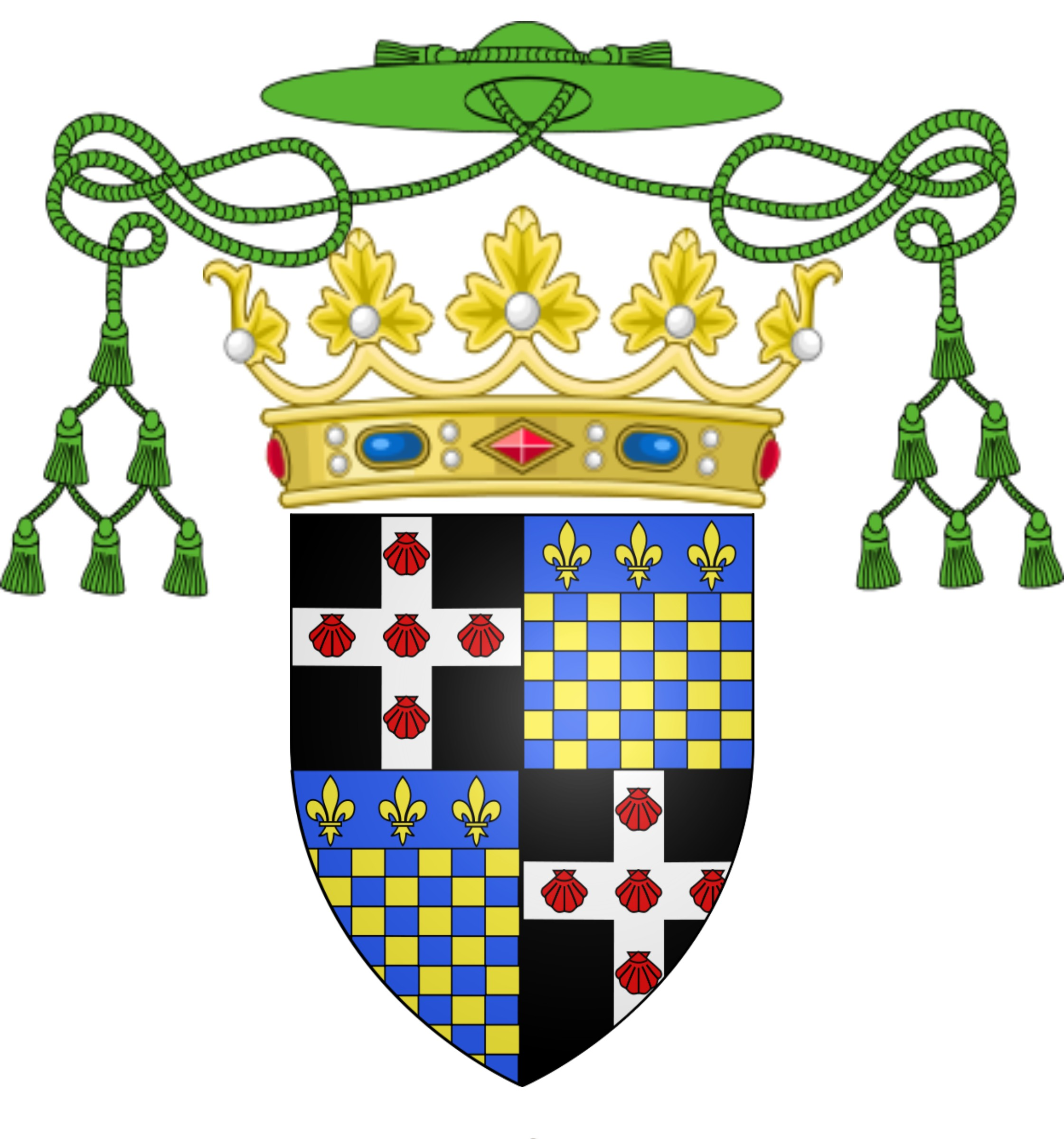
Znak Charles-Françoise de Saint Simon (ve schématu pro biskupy s hraběcí korunkou)